# Авогадров број
Авогадров број, познат још и као Авогадрова константа, је број молекула у једном молу супстанце. Означава се симболом  (или L по аустријском физичару Јохану Јозефу Лошмиту, који је први одредио приближну величину молекула, али ово друго се избегава јер L је ознака и за Лошмитову константу). Званично је дефинисан као број атома -12 у 12 грама ове супстанце. Авогадров број износи
{\displaystyle 6,02214076(47)\cdot 10^{23}\ \mathrm {mol} ^{-1}}
Треба скренути пажњу да Авогадров број није бездимензиона величина.
Авогадров број се користи за одређивање не само броја молекула већ и јона и атома.

## Одређивање Авогадровог броја
Помоћу Рејлијевог огледа могуће је проценити линеарне димензије молекула. Оглед се заснива на чињеници да се нека уља органског порекла разливају на површини воде, тако да граде веома танке (мономолекулске) слојеве. Дебљина таквог слоја је једнака пречнику молекула.
Ако се кап уља познате запремине разлије по површини воде, формираће се слој уља површине S и дебљине d.
Пошто су запремине капи и слоја једнаке S∙d = V0, биће:
0/
Ради одређивања пречника једног молекула уља треба, дакле, измерити запремину једне капи уља и површину уља разливеног на површини воде. Запремина једне капи уља може се одредити, између осталог, помоћу капаљке са мензуром.
Површина мономолекулског слоја одређује се на следећи начин:
велика чиста посуда напуни се водом чија је дубина отприлике 1 cm. На центар површине воде поспе се танак слој фино спрашене креде мале површине (добија се стругањем креде финим брусним папиром). При пажљивом откидању једне капи изнад центра посуде, (кап се спушта са мале висине) образовани слој потискује прах ка зидовима посуде. Формирани слој уља је приближно облика круга и његова површина се може одредити мерењем пречника.
Уколико би се за извођење огледа користила чиста олеинска киселина, посуда за воду би требало да буде џиновска. Зато се за извођење огледа користи раствор олеинске киселине у алкохолу, у којем олеинска киселина заузима 1/400 део запремине. Ово треба узети у обзир при израчунавању запремине олеинске киселине која се налази у једној капи (алкохол се раствара у води и не учествује у формирању слоја).
Авогадров број се може одредити по формули:
=3)
Моларна маса олеинске киселине је М=0,282 kg/mol, а густина ρ=890 .